# Mozart auf der Reise nach Prag

Titelblatt des Erstdruckes

Mozart auf der Reise nach Prag ist eine Künstlernovelle von Eduard Mörike, welche an die große musikgeschichtliche Gestalt Wolfgang Amadeus Mozart anknüpft und über eine völlig frei erfundene Begebenheit berichtet. Geschildert wird ein Tag aus dem Leben Mozarts im Herbst 1787.

## Inhalt
Der Komponist ist mit seiner Gattin Konstanze auf dem Weg von Wien nach Prag, wo die Uraufführung seiner neuen Oper  Don Juan  stattfinden soll. Als man auf dem Land, nahe dem Schloss des Grafen von Schinzberg, Rast macht, spaziert Mozart durch den Schlosspark und pflückt gedankenverloren eine Orange vom schönen Pomeranzenbäumchen des Parks, wobei er vom gräflichen Gärtner überrascht wird. Die Auseinandersetzung endet damit, dass Mozart an die Gräfin schreibt und ins Schloss geladen wird. Dort feiert das gräfliche Paar soeben die Verlobung ihrer Nichte Eugenie. Mozart und seine Frau fügen sich emotional dem kultivierten Kreis ein und schließlich spielt der gefeierte Maestro der heiteren Runde aus der fast fertigen Oper vor. In Eugenie aber ruft gerade die begeistert aufgenommene Musik die Ahnung vom baldigen Tod Mozarts hervor: „Es ward ihr so gewiß, so ganz gewiß, daß dieser Mann sich schnell und unaufhaltsam in seiner eigenen Glut verzehre, daß er nur eine flüchtige Erscheinung auf der Erde sein könne, weil sie den Überfluß, den er verströmen würde, in Wahrheit nicht ertrüge.“ Am nächsten Tag reisen Mozart und Konstanze, die vom Grafen eine Kutsche geschenkt bekommen haben, in Richtung Prag weiter. Die Novelle schließt mit dem berühmten Mörike-Gedicht Denk es, o Seele!, in dem die Todesahnung Eugeniens gewissermaßen eine prophetische Bestätigung erfährt, da es dieser, als böhmisches Volkslied vorgestellt, beim Aufräumen der Noten zufällig in die Hand kommt.

## Entstehung
Die Novelle erschien erstmals im Morgenblatt für gebildete Stände, Juli und August 1855, Nr. 30–33, die Buchausgabe dann im November 1855, datiert auf 1856. Mörike schrieb sie anlässlich des 100. Geburtstages des Komponisten. Mozarts Oper Don Giovanni war das Schlüsselerlebnis, das Mörike zu dem literarischen Werk veranlasste. Die Oper erinnerte ihn an seinen Bruder August, der wenige Tage nach dem Besuch der Oper verstarb. Seit 1852 arbeitete Mörike an seiner schon lange geplanten Mozartnovelle. In der Mitte des Jahres 1855 schloss er sie ab.
Das Gedicht Denk es, o Seele!, mit dem die Novelle schließt, erschien erstmals in einer Vorgängerversion, überschrieben mit Grabgedanken, im ersten Jahrgang der Frauenzeitung für Hauswesen, weibliche Arbeiten und Moden mit vielen Muster- und Modeblättern und dem Unterhaltungsblatte Salon, 1852.
Die Novelle gilt als die wohl „berühmteste Künstlernovelle des 19. Jahrhunderts“. Paul Heyse und Hermann Kurz nahmen sie in den von ihnen herausgegebenen Deutschen Novellenschatz auf.

## Adaptionen
Mörikes Novelle wurde 1940 von Leopold Hainisch unter dem Titel Eine kleine Nachtmusik frei verfilmt.
Im Jahre 1968 erschien bei der Deutschen Grammophon eine Hörspielbearbeitung, bei der unter anderem Mathias Wieman und Helmuth Lohner mitwirkten.
1974 übertrug das italienische Fernsehen Rai – Radiotelevisione Italiana einen Fernsehfilm aus Mörikes Novelle, der unter der Regie von Stefano Roncoroni gedreht wurde.

## Ausgaben
- Erstausgabe Cotta’scher Verlag, Stuttgart und Augsburg 1856 (Digitalisat und Volltext im Deutschen Textarchiv)
- Mit Zeichnungen von Hans Meid und einem Einband von Ernst Böhm bei der Deutschen Buch-Gemeinschaft, Berlin
- Als Taschenbuch, dtv, München, 1997, ISBN 3-423-02616-2
- Mit Aquarellen von Hans Baumhauer aktuell (2015) beim Insel Verlag als Band 1406 der Insel-Bücherei
- Heldt s Kleine Sammlung, 1946

## Sekundärliteratur
- Wolfgang Braungart: Eduard Mörike: Mozart auf der Reise nach Prag. Ökonomie – Melancholie – Auslegung und Gespräch. In: Erzählungen und Novellen des 19. Jahrhunderts. Band 2, Reclam, Stuttgart 1990, S. 133–202 [die Liste „Literaturhinweise“ umfasst 29 Beiträge aus der Forschungsliteratur]. (ISBN 3-15-008414-8)
- Albrecht Goes, Mit Mörike und Mozart. Studien aus fünfzig Jahren, 3. Auflage, Fischer, Frankfurt 1999.
- Kindlers Literatur Lexikon. Hg. von Heinz Ludwig Arnold.3., völlig neu bearbeitete Auflage. 18 Bde. Stuttgart: Metzler 2009, Bd. 11, S. 492–493[ Werkartikel zu Mozart auf der Reise nach Prag von der Redaktion des Lexikons.] ISBN 978-3-476-04000-8
- Dieter Borchmeyer: Mozart oder die Entdeckung der Liebe. Frankfurt a. M.: Insel 2005, S. 290–300
- Thorsten Valk: Literarische Musikästhetik. Eine Diskursgeschichte von 1800 bis 1950. Frankfurt a. M.: Klostermann 2008, S. 135–174